# Pithecia monachus
Pithecia monachus là một loài động vật có vú trong họ Pitheciidae, bộ Linh trưởng. Loài này được É. Geoffroy mô tả năm 1812.
Loài khỉ này được tìm thấy ở các vùng rừng phía tây bắc và đông bắc Brazil Peru. Chúng có thể phát triển lên đến được dài 30–50 cm và cân nặng khoảng 1–2 kg. Đuôi dày và rậm lông có thể dài đến 25–55 cm. Chúng có bộ lông thô, dài và rậm xung quanh mặt và cổ. Chúng nhút nhát, cảnh giác, hoàn toàn sinh hoạt trên cây, sinh sống cao trên cây và đôi khi di chuyển dần xuống mức thấp hơn, nhưng không xuống đất. Chúng thường di chuyển bằng bốn chân, nhưng đôi khi có thể đứng thẳng trên một nhánh lớn và nhảy qua một khoảng cách. Trong ngày, chúng di chuyển theo cặp hoặc nhóm gia đình nhỏ, ăn trái cây, hoa quả, mật ong, một số lá cây, động vật nhỏ như chuột và dơi và chim. Khỉ cái mỗi lần sinh một khỉ con.

## Hình ảnh

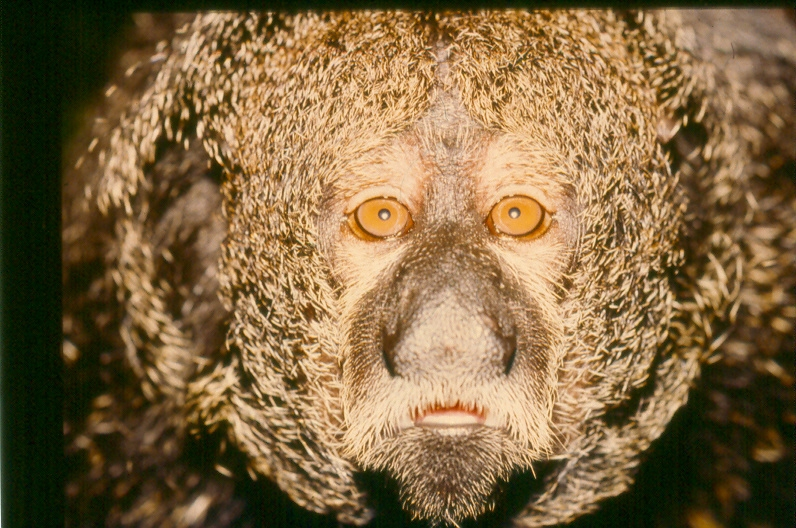
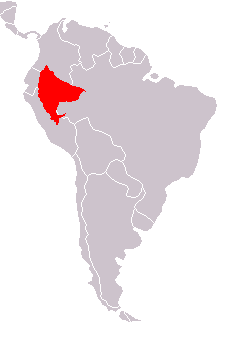
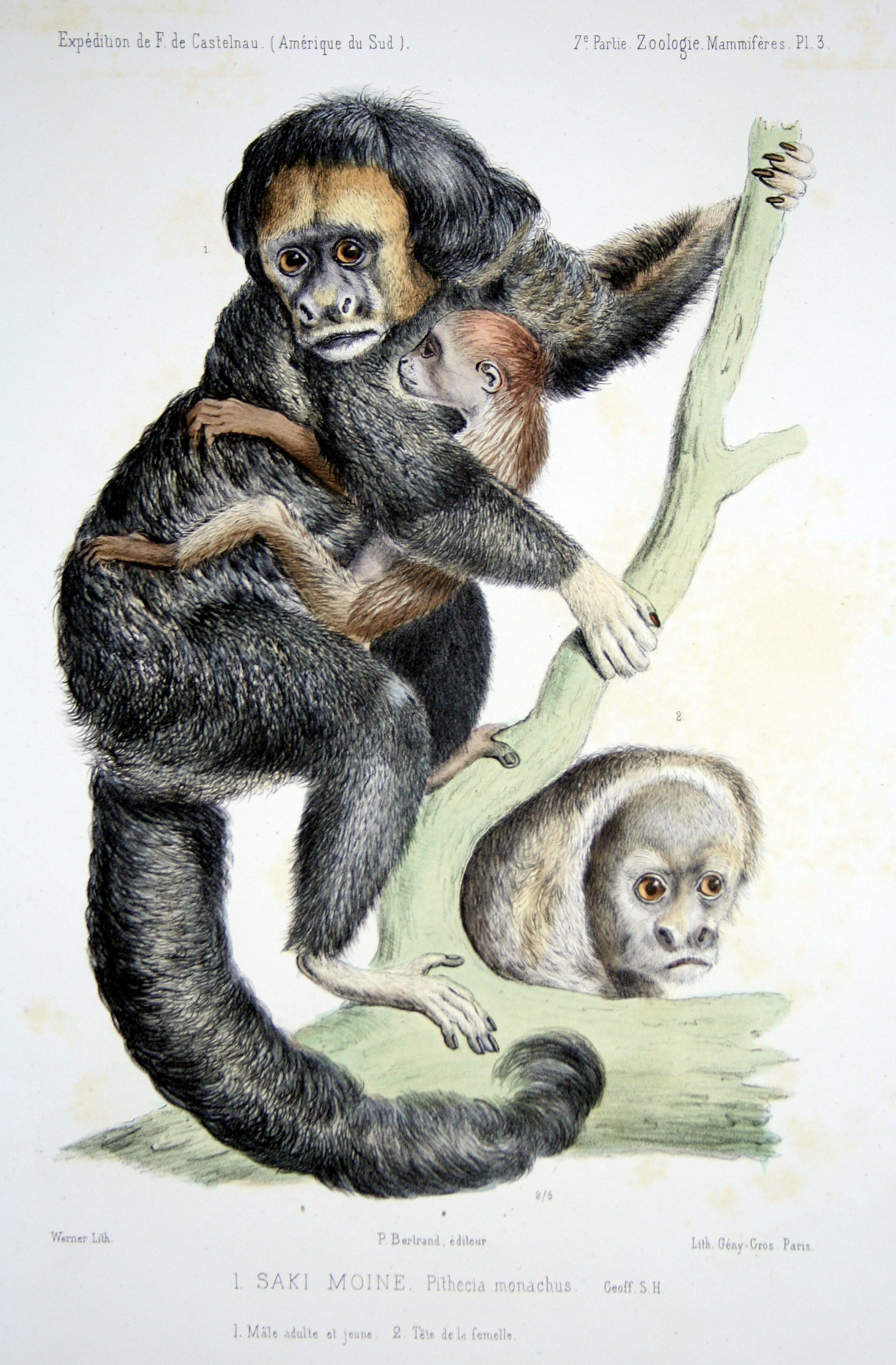